# Escolta telefònica
L'escolta telefònica és la vigilància sobre converses telefòniques convencionals o sobre Internet, sovint per mitjans dissimulats. Les disposicions legals permeten a la justícia autoritzar l'escolta telefònica per les autoritats o agències d'informació.

## Estatut legal
En els països en què es garanteixen els Drets Humans, l'escolta telefònica és estrictament controlada per protegir la privadesa. Legalment l'escolta telefònica requereix una autorització judicial, que és aprovada només quan és impossible detectar l'activitat criminal o subversiva per mitjans menys invasors; perquè aquesta sigui aplicada, les lleis exigeixen sovint un crim o delicte d'una certa gravetat. Tanmateix en moltes jurisdiccions, com Alemanya, els tribunals tenen la possibilitat d'acceptar la gravació telefònica il·legal com a prova.

## Escoltes a Europa
La legislació europea sobre la duració de conservació de les intercepcions telefòniques no és harmonitzada.

## Mètodes
Les companyies telefòniques estan vinculades a la llei per contractes o permisos que donen accés a l'escolta telefònica a les autoritats. Quan la commutació telefònica era mecànica, un equip havia de ser instal·lat sobre la línia per un tècnic, que enllaçava els circuits per repartir el senyal àudio de la trucada. Suposant que la majoria de les trucades han estat convertides a la tecnologia digital, l'escolta telefònica s'ha fet molt més fàcil, perquè és accessible per ordinador. Si el detector és implantat sobre un commutador digital, l'ordinador de la central de commutació copia i transfereix simplement les dades que representen la conversa telefònica a una segona línia; és doncs impossible determinar si una línia és sota escolta. Un detector ben concebut instal·lat sobre una línia pot ser difícil de detectar. Els paràsits o sorolls que certes persones interpreten com una escolta telefònica són simplement diafonies creades per l'acoblament de senyal que provenen d'altres línies telefòniques.
Les dades sobre el número que truca i trucat, l'hora de la trucada i la duració, són generalment recollides automàticament sobre totes les trucades i gravades pel departament de facturació de la companyia telefònica. Els serveis de seguretat poden accedir a aquestes dades, sovint amb menys restriccions legislatives que per a un detector. Avui, una llista de totes les trucades a un número específic pot ser obtinguda en una tria informatitzada de les factures telefòniques.

## Localització
El telèfon mòbil és, en termes de vigilància, un handicap i un risc major. Els telèfons de tercera generació (3G) no protegeixen més els usuaris. Les dades comprenen no només l'hora, la duració, la font i el destinatari, sinó també la identificació de l'estació o antena, des d'on la trucada ha estat efectuada, el que equival a una localització geogràfica aproximada. Aquestes dades són gravades per a cada trucada i són d'una importància capital per a la vigilància. És possible igualment localitzar un telèfon combinant la informació d'un nombre d'elements propers (telèfons portàtils del sector) i de comparar-los amb la duració del temps que el senyal del telèfon escoltat pren per atènyer l'antena. Aquesta precisió ha de ser activada específicament per la companyia telefònica, ja que no es tracta d'una operació ordinària. No hi ha contramesura contra les companyies, excepte potser de tancar el telèfon en una estació única i d'accedir-hi a distància utilitzant una antena poderosa (cosa que penalitza significativament la mobilitat), limitar les dades de localització divulgades a la Internet en un arc ample i distant (no un cercle - les antenes normalment estan dividides en tres sectors individualment controlades, de 120° cadascun).
Els telèfons mòbils de primera generació (1978 a 1990) poden fàcilment ser escoltats per qualsevol amb un receptor escombrant totes les bandes, perquè aquest sistema utilitza una transmissió analògica similar a un transmissor de ràdio. Els telèfons portàtils de segona generació (GSM) són més difícils d'escoltar perquè utilitzen una transmissió codificada digitalment, comprimida i codificada. Tanmateix, les autoritats poden escoltar aquests telèfons mòbils cooperant amb la companyia telefònica. És possible vigilar les comunicacions mòbils i de desxifrar l'àudio, i un aparell específic, anomenat IMSI-catcher pot facilitar l'escolta sense la cooperació de la xarxa telefònica, doncs una vegada que el telèfon mòbil accepta l'IMSI-catcher en tant que estació, la codificació GSM pot ser desactivada per la utilització d'una balisa especial. Totes les trucades fetes a partir del telèfon que és sobre escolta passen per l'IMSI-catcher, després són enviats a la xarxa mòbil. Fins ara, cap dispositiu no alerta l'usuari quan una estació o un IMSI-catcher desactiva l'encriptament GSM. D'altres falles de seguretat GSM permeten fàcilment la desviació de trucades i l'alteració de dades. No hi ha cap defensa contra un IMSI-catcher d'escolta telefònica, excepte utilitzant telèfons amb encriptació font-destinatari.
Els telèfons mòbils poden ser utilitzats anònimament. Les targetes "prepagament" estan disponibles encara en alguns països sense que un nom o adreça estigui associat al número i no hi ha informació relativa a la facturació. Tanmateix, una vegada que un usuari ha estat identificat a un telèfon, poden ser traçats amb l'únic "International Mobile Equipement Identification" (IMEI) integrat i codificat a cada telèfon mòbil. L'IMEI emès pel telèfon no canvia, independentment de la targeta SIM. És fins i tot transmès quan no hi ha targeta SIM al telèfon.
Si és requerit l'anonimat a llarg termini, és necessari reemplaçar de manera periòdica el telèfon i la targeta SIM, tots els dies o algunes vegades per setmana. Per a l'anonimat complet no és recomanat tenir un telèfon mòbil.